# Jamonty
Jamonty (biał. Яманты, Jamanty; ros. Ямонты, Jamonty) – wieś na Białorusi, w obwodzie grodzieńskim, w rejonie lidzkim, w sielsowiecie Bielica.

## Historia
W XIX i w początkach XX w. wieś położona w Rosji, w guberni wileńskiej, w powiecie lidzkim.
W dwudziestoleciu międzywojennym leżała w Polsce, w województwie nowogródzkim, w powiecie lidzkim, w gminie Bielica. W 1921 miejscowość liczyła 250 mieszkańców, zamieszkałych w 46 budynkach, w tym 117 Białorusinów, 93 osób innej narodowości i 40 Polaków. 222 mieszkańców było wyznania prawosławnego i 28 rzymskokatolickiego.
Po II wojnie światowej w granicach Związku Sowieckiego. Od 1991 w niepodległej Białorusi.